# Choridactylus lineatus
Choridactylus lineatus är en fiskart som beskrevs av Poss och Mee, 1995. Choridactylus lineatus ingår i släktet Choridactylus och familjen Synanceiidae. Inga underarter finns listade i Catalogue of Life.